# 内藤和雄
内藤 和雄（ないとう かずお、1964年 - 2019年9月22日）は、日本のソムリエ。イタリアワインに深くかかわり、業界きってのイタリアワインの名ソムリエとして知られた。

## 来歴
愛知県瀬戸市出身。
大学卒業後、料理人からソムリエに転向し、東京や名古屋のイタリアンレストランでソムリエや店長を務めた。
2000年からは東京都港区西麻布にある「ヴィーノ・デッラ・パーチェ」でディレットーレ（支配人）兼ソムリエとなり、イタリアワインへの造詣の深さで知られた。
白血病を発症しながらも店頭に立ち続けていたが2019年9月に容態が急変し、多臓器不全により死去した。

## 賞歴
- JETCUP（イタリアワイン・ベスト・ソムリエ・コンクール) - 第1回チャンピオン（2007年）[1][3]

## 著作

### 書籍
- 『土着品種でめぐるイタリアワインの愛し方』講談社〈講談社の実用BOOK〉、2022年
  - 生前からクラウドファンディングで刊行が企画され、450万円の基金が集まったことで、没後に通常の出版社から刊行された[3]。

### 連載記事
- 「これだけは知っておきたいイタリア土着ブドウ品種」『料理通信』